# Тарабукін Михайло Олександрович
Миха́йло Олекса́ндрович Тарабу́кін — російський актор кіно.

## Життєпис
Народився 29 червня 1981 року в Москві. Закінчив Театральний інститут імені Бориса Щукіна (курс М. Пантелєєвої).

## Фільмографія
- 2000 — Два товариша — Толік
- 2002 — Війна
- 2002 — Таємниця Лебединого озера -Микола
- 2003 — Росіяни в місті ангелів — Миха
- 2003 — Як би не так — молодий міліціонер
- 2003 — Таємний знак — Чес
- 2003 — Три богатиря
- 2003 — Четверте бажання — Зайцев
- 2004 — Конвалія срібляста (в одному епізоді)
- 2004 — Мара — Леха
- 2004 — Я люблю тебе — Лелик
- 2005 — Російський бізнес XXI століття — Вірус
- 2005 — Адвокат (в епізоді «Дело простих людей») — Бритий

- 2005 — Ешелон — Драчов
- 2006 — Будинок-фантом у придане — сержант Іванов * 2006 — Кодекс честі — Кудрявцев, супроводжуючий вантажу
- 2007 — День гніву
- 2007 — На шляху до серця (в одному епізоді)
- 2007 — Бандитський Петербург. Фільм 10. Розплата (в одному епізоді)
- 2008 — Щасливі разом (в епізоді «заварушки в Старій Чушка»)
- 2008—2009 — Даішники — Сергій Зімін
- 2008 — Застава Жиліна — Микола Мамонтов
- 2008 — І все-таки я люблю — дембель
- 2008 — Кримінальне відео — Юрій Черепиця
- 2008 — Крила ангела — Ігор
- 2008 — Не думай про білих мавп — Вова Смородін
- 2008 — Розвідники. Останній бій — Єрошкін
- 2009 — Десантура. Ніхто, крім нас (у 8 епізодах) — молодший сержант Кардаполов
- 2009 — Пастка — Володя
- 2009 — О, щасливчик! — Славік Разбєгаєв
- 2009 — Право на помилування (в 4 епізодах) — Стас Бєлов
- 2009 — Зовсім інше життя — дільничний Григорій Іванович
- 2009 — Терористка Іванова — старший лейтенант Андрій Голубєв
- 2009 — Година Волкова (епізод «Герой СРСР») — Пашка
- 2010 — Жити спочатку — шофер Валєк
- 2010 — Морські дияволи 5
- 2010 — Мисливець за караванами
- 2010 — Паршиві вівці — Тичкін («Штопор»)
- 2010 — Поцілунок крізь стіну
- 2010 — Шахта — бандит Тхір
- 2012 — Кухня — Федя
- 2018 — Жовте око тигра — Іван Пильєв, чорний копач